# Eye (Cambridgeshire)
Eye è un villaggio e parrocchia civile dell'Inghilterra, appartenente alla contea del Cambridgeshire.